# Brody (Kalwaria Zebrzydowska)
Brody ist eine Ortschaft mit einem Schulzenamt der Gemeinde Kalwaria Zebrzydowska im Powiat Wadowicki der Woiwodschaft Kleinpolen in Polen.

## Geographie
Der Ort liegt am Fluss Skawinka (örtlich als Cedron genannt).
Die Nachbarorte sind die Stadt Kalwaria Zebrzydowska und Bugaj im Westen, Zebrzydowice und Zarzyce Wielkie im Norden, Izdebnik und die Stadt Lanckorona im Osten.

## Geschichte
Der Ort wurde im Jahre 1385 als Brodi erstmals urkundlich erwähnt. Später wurde es auch als Brodowo und Brodow erwähnt. Der Name brody bedeutet Furten.
Das Dorf gehörte damals zum so genannten Radwanitenkorridor. Dieser gehörte zu Polen und verband das Herzogtum Auschwitz, die Lehnsherrschaft des Königreichs Böhmen, im Westen mit seiner Exklave im Osten.
Bei der Ersten Teilung Polens kam Brody 1772 zum neuen Königreich Galizien und Lodomerien des habsburgischen Kaiserreichs (ab 1804).
1918 nach dem Ende des Ersten Weltkriegs und dem Zusammenbruch der k.u.k. Monarchie kam Brody zu Polen. Unterbrochen wurde dies nur durch die Besetzung Polens durch die Wehrmacht im Zweiten Weltkrieg. Es gehörte dann zum Generalgouvernement.
Im Jahr 1950 wurde das große Teil des Dorfs Brody am linken Ufer des Flusses Skawinka an der Stadt Kalwaria Zebrzydowska eingemeindet.
Von 1975 bis 1998 gehörte Brody zur Woiwodschaft Bielsko-Biała.

## Sehenswürdigkeiten
- Einige Gegenstände des Stationswegs in Kalwaria Zebrzydowska liegen innerhalb des Dorfes Brody.
- Gutshof (19. Jahrhundert)

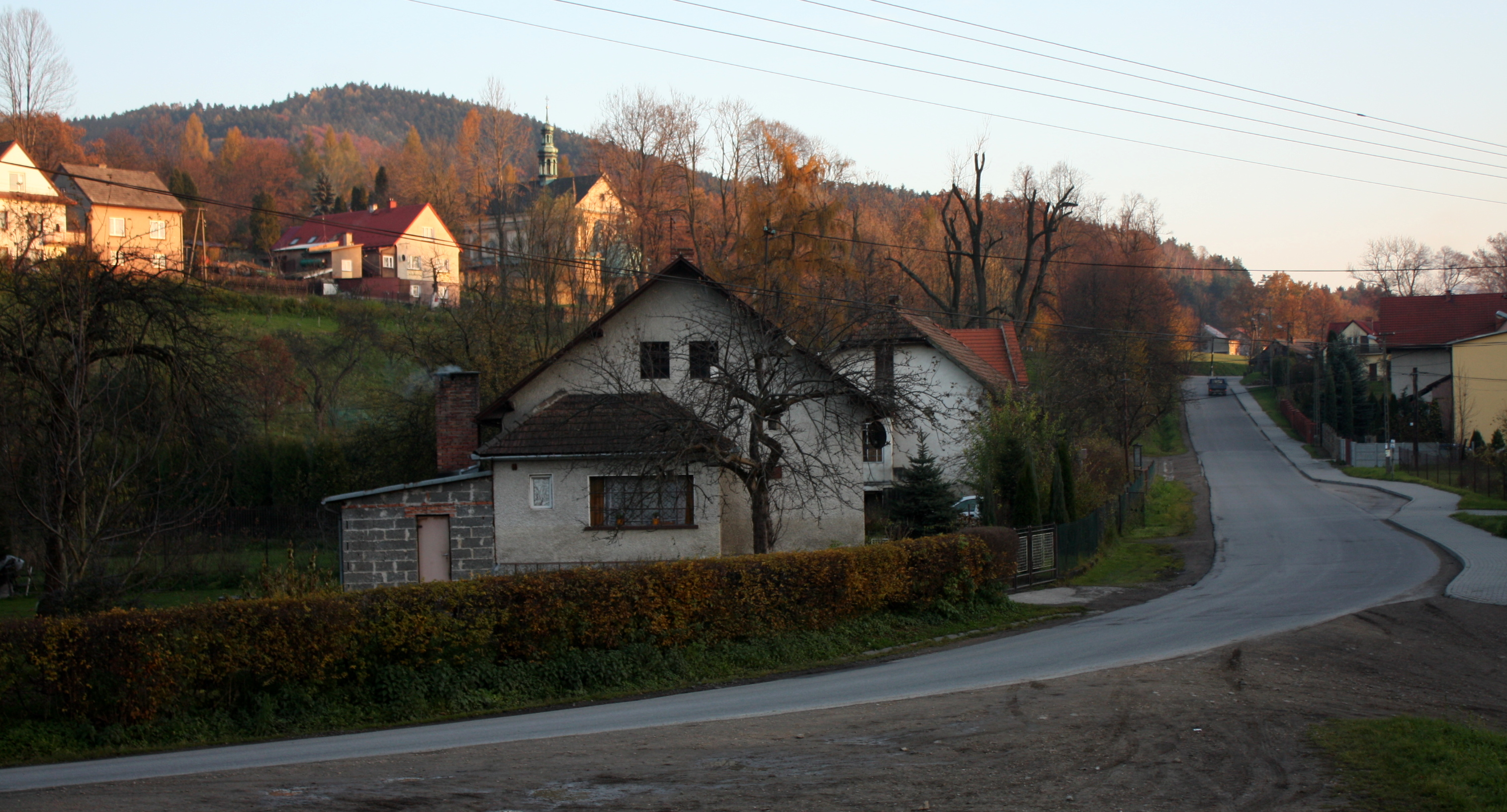
Ortsansicht
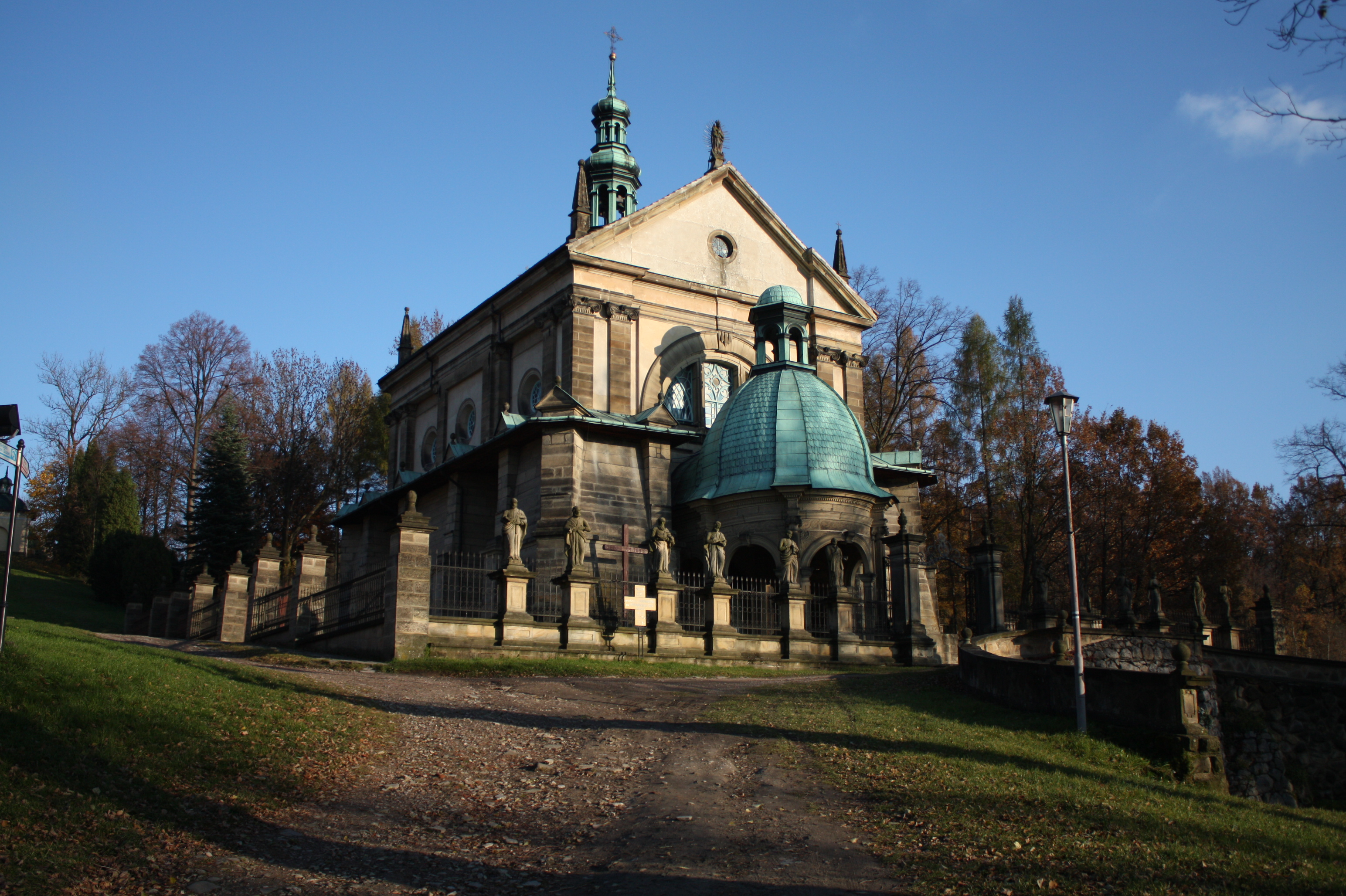
Katholische Kirche
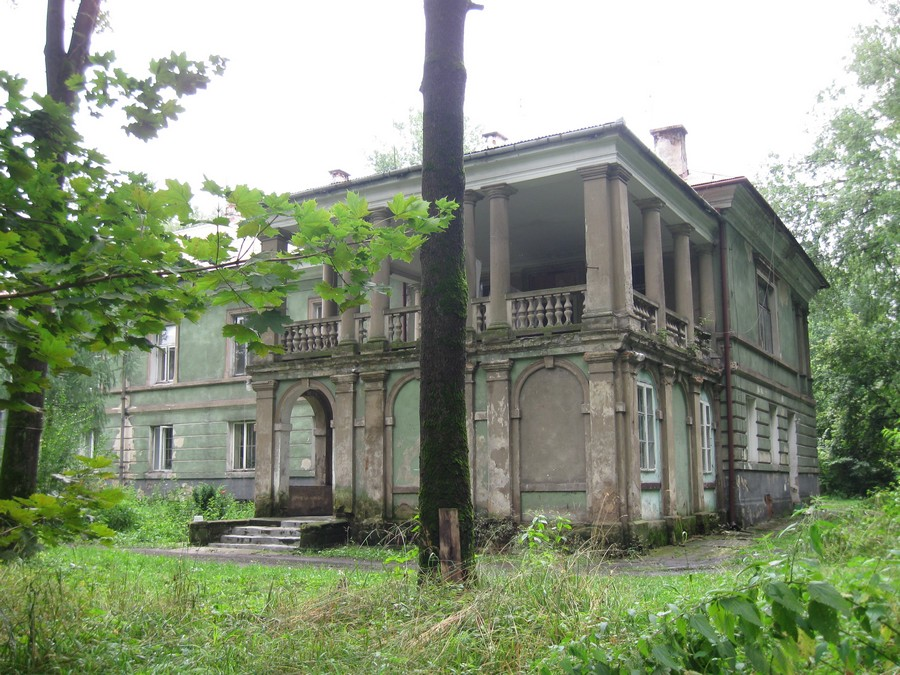
Gutshof

## Verkehr
Durch Brody verläuft die Staatsstraße DK 52, die Bielsko-Biała mit Kraków verbindet.